# Кокумола
Кокумола (итал. Cocumola) је насеље у Италији у округу Лече, региону Апулија.
Према процени из 2011. у насељу је живело 943 становника. Насеље се налази на надморској висини од 107 м.